# 기타큐슈시
기타큐슈시(일본어: 北九州市, 문화어: 기따규슈시)는 일본 규슈 최북단에 있는 후쿠오카현의 도시로 후쿠오카현 내에서는 북동부에 있다. 정령지정도시 중 하나이다.

## 개요
1963년 2월 10일에 후쿠오카현 북동부의 고쿠라시(小倉市), 모지시(門司市), 도바타시(戸畑市), 야하타시(八幡市), 와카마쓰시(若松市) 등 5개 시가 통합해서 기타큐슈시가 출범했다.
같은 해 4월 1일에는 전국에서 여섯 번째로 정령지정도시로 지정되었다. 규슈 지방에서는 처음 탄생한 정령지정도시이며, 현청 소재지가 아닌 도시가 지정된 것도 처음이었다.
기타큐슈시는 배후의 내륙 지역인 지쿠호(筑豊) 지방에서 산출된 석탄과 함께 발전해 왔다. 이 석탄이 와카마쓰구 지구에서 생산되어 수출되었고, 메이지 시대 말에는 야하타 지구에 일본 최초의 제철소가 건설되었는데 여기에서 산출된 석탄을 원료 중 하나로 널리 사용했다. 이후 야하타와 도바타가 제철 중심의 중공업 도시로 발전했고, 일본 4대 공업지대 중 하나인 기타큐슈 공업지대를 형성하게 되었다. 그러나 5개 시가 통합해서 기타큐슈시가 발족한 이후 산업 구조 변화로 인해 이 지역의 중공업은 쇠퇴하였고 기타큐슈시의 인구도 감소하기 시작했다. 현재는 정령지정도시 중에서 세 번째로 인구가 적다.
2004년에는 인접하는 나카마시(中間市)와 통합에 관한 협의가 진행되었으나 지나치게 기타큐슈시 중심으로 통합이 이루어지는 것에 나카마시 의원들이 반발하면서 통합이 무산되었다. 현재 간몬 해협을 사이에 두고 인접하는 야마구치현 시모노세키시와 생활권이 일체화되어 있으며 옛날부터 경제인들을 중심으로 시모노세키와의 통합이 논의되어 왔으나 현 경계를 넘는 자치단체 통합에는 많은 어려움이 있어 결국 무산되었다.

## 지리

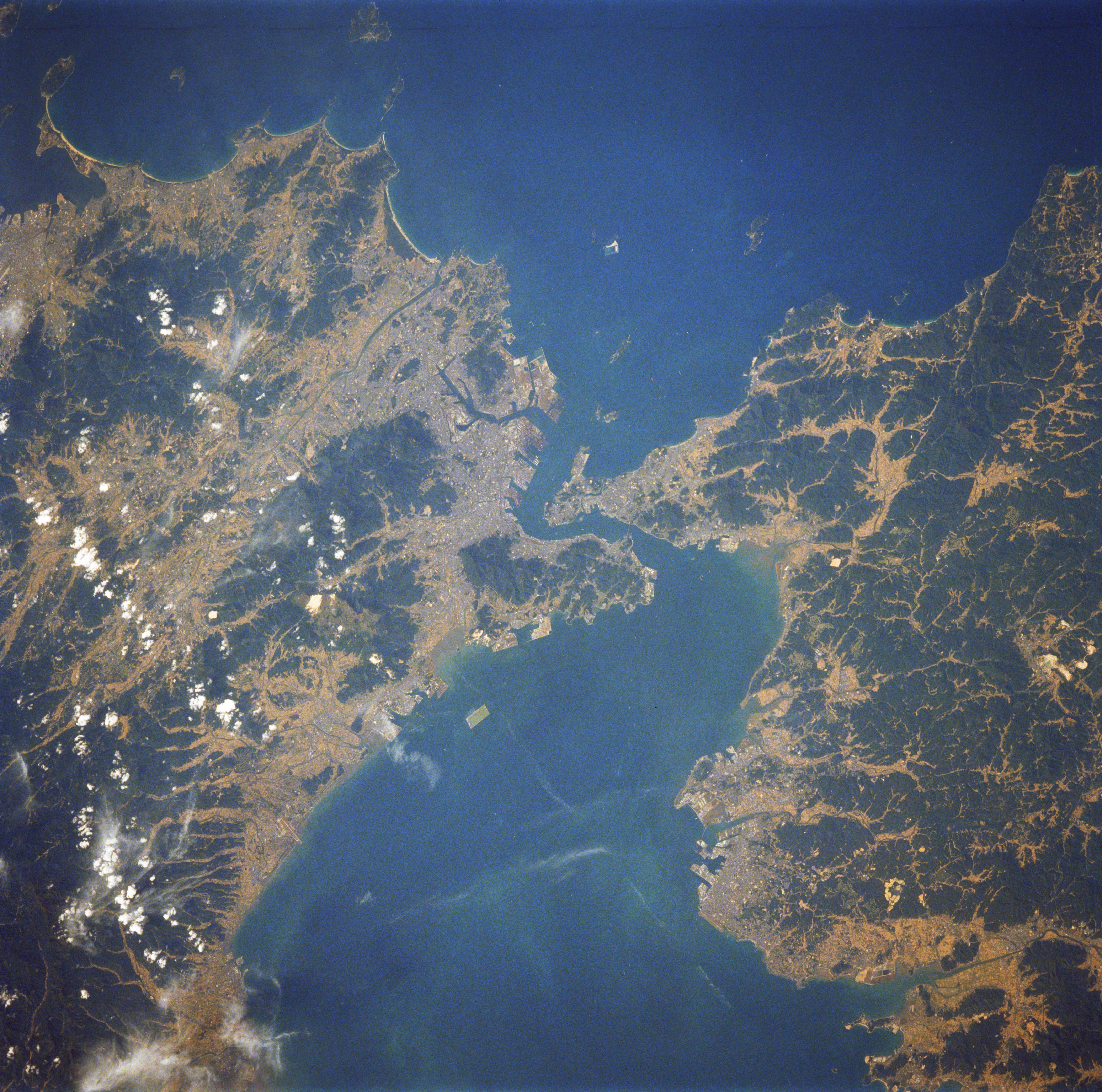
간몬 해협의 위성사진

규슈의 북동쪽 끝에 있으며 간몬 해협을 사이에 두고 혼슈의 시모노세키시와 마주보고 있다. 북쪽은 동해와 접하고 동쪽은 세토 내해와 접한다. 시내에는 기구반도, 와카마쓰반도가 있으며 해안선의 총길이는 약 210km에 이른다. 해안선의 80%는 항만 등으로 인해 형성된 인공 해안이지만 나머지 20%는 자연 해안으로, 리아스식 해안과 암초 등으로 구성되어 있다. 모든 구가 바다와 접하는 해안 도시이기도 하다.
남쪽에는 산지가 많고 산간부 일대는 기타큐슈 국립공원으로 지정되어 있다. 카르스트 지형으로 유명한 히라오다이와 100억 달러의 야경으로 알려져 신일본 3대 야경에 선정된 사라쿠라야마 등이 있다. 후쿠오카현에 있는 시 중에서 가장 면적이 넓지만 산지가 많기 때문에 주택이나 공장 등 생활주거 지역은 연안부에 집중되어 있다.

### 기후
| 기타큐슈시 야하타니시구의 기후                               | 기타큐슈시 야하타니시구의 기후 | 기타큐슈시 야하타니시구의 기후 | 기타큐슈시 야하타니시구의 기후 | 기타큐슈시 야하타니시구의 기후 | 기타큐슈시 야하타니시구의 기후 | 기타큐슈시 야하타니시구의 기후 | 기타큐슈시 야하타니시구의 기후 | 기타큐슈시 야하타니시구의 기후 | 기타큐슈시 야하타니시구의 기후 | 기타큐슈시 야하타니시구의 기후 | 기타큐슈시 야하타니시구의 기후 | 기타큐슈시 야하타니시구의 기후 | 기타큐슈시 야하타니시구의 기후 |
| 월                                                           | 1월                            | 2월                            | 3월                            | 4월                            | 5월                            | 6월                            | 7월                            | 8월                            | 9월                            | 10월                           | 11월                           | 12월                           | 연간                           |
| ------------------------------------------------------------ | ------------------------------ | ------------------------------ | ------------------------------ | ------------------------------ | ------------------------------ | ------------------------------ | ------------------------------ | ------------------------------ | ------------------------------ | ------------------------------ | ------------------------------ | ------------------------------ | ------------------------------ |
| 역대 최고 기온 °C (°F)                                       | 19.0 (66.2)                    | 24.0 (75.2)                    | 25.2 (77.4)                    | 30.1 (86.2)                    | 32.4 (90.3)                    | 34.2 (93.6)                    | 36.9 (98.4)                    | 36.7 (98.1)                    | 34.7 (94.5)                    | 33.0 (91.4)                    | 26.4 (79.5)                    | 24.8 (76.6)                    | 36.9 (98.4)                    |
| 일평균 최고 기온 °C (°F)                                     | 9.8 (49.6)                     | 10.9 (51.6)                    | 14.4 (57.9)                    | 19.6 (67.3)                    | 24.2 (75.6)                    | 27.0 (80.6)                    | 30.7 (87.3)                    | 31.9 (89.4)                    | 28.1 (82.6)                    | 23.2 (73.8)                    | 17.7 (63.9)                    | 12.2 (54.0)                    | 20.8 (69.5)                    |
| 일일 평균 기온 °C (°F)                                       | 6.2 (43.2)                     | 6.9 (44.4)                     | 10.0 (50.0)                    | 14.7 (58.5)                    | 19.3 (66.7)                    | 22.7 (72.9)                    | 26.8 (80.2)                    | 27.8 (82.0)                    | 24.0 (75.2)                    | 18.8 (65.8)                    | 13.3 (55.9)                    | 8.3 (46.9)                     | 16.6 (61.8)                    |
| 일평균 최저 기온 °C (°F)                                     | 2.8 (37.0)                     | 3.2 (37.8)                     | 5.9 (42.6)                     | 10.2 (50.4)                    | 14.9 (58.8)                    | 19.3 (66.7)                    | 23.7 (74.7)                    | 24.6 (76.3)                    | 20.6 (69.1)                    | 14.8 (58.6)                    | 9.3 (48.7)                     | 4.7 (40.5)                     | 12.8 (55.1)                    |
| 역대 최저 기온 °C (°F)                                       | −4.6 (23.7)                    | −6.2 (20.8)                    | −3.8 (25.2)                    | 0.5 (32.9)                     | 6.4 (43.5)                     | 10.5 (50.9)                    | 15.4 (59.7)                    | 17.6 (63.7)                    | 8.9 (48.0)                     | 3.5 (38.3)                     | 0.7 (33.3)                     | −3.6 (25.5)                    | −6.2 (20.8)                    |
| 평균 강수량 mm (인치)                                        | 87.9 (3.46)                    | 79.2 (3.12)                    | 114.2 (4.50)                   | 125.4 (4.94)                   | 142.9 (5.63)                   | 239.5 (9.43)                   | 314.6 (12.39)                  | 198.1 (7.80)                   | 165.9 (6.53)                   | 85.2 (3.35)                    | 91.8 (3.61)                    | 75.9 (2.99)                    | 1,720.5 (67.74)                |
| 평균 강수일수 (≥ 1.0 mm)                                     | 10.8                           | 10.4                           | 10.9                           | 10.0                           | 9.0                            | 12.3                           | 11.8                           | 10.0                           | 9.7                            | 7.3                            | 9.4                            | 9.8                            | 121.4                          |
| 평균 월간 일조시간                                           | 101.8                          | 113.2                          | 159.5                          | 188.6                          | 205.0                          | 139.2                          | 167.6                          | 196.2                          | 159.8                          | 170.5                          | 131.5                          | 102.9                          | 1,835.7                        |
| 출처: 일본 기상청 (평년값: 1991년~2020년, 극값: 1977년~현재) |                                |                                |                                |                                |                                |                                |                                |                                |                                |                                |                                |                                |                                |

### 바다
- 간몬 해협
- 동해
- 세토 내해

### 인접한 자치체
- 후쿠오카현
  - 구라테군 구라테정
  - 나카마시
  - 노가타시
  - 다가와군 가와라정, 후쿠치정
  - 미야코군 간다정, 미야코정
  - 온가군 미즈마키정, 아시야정
  - 유쿠하시시

- 야마구치현
  - 시모노세키시

## 행정 구역
기타큐슈시에는 7개의 구가 있다.

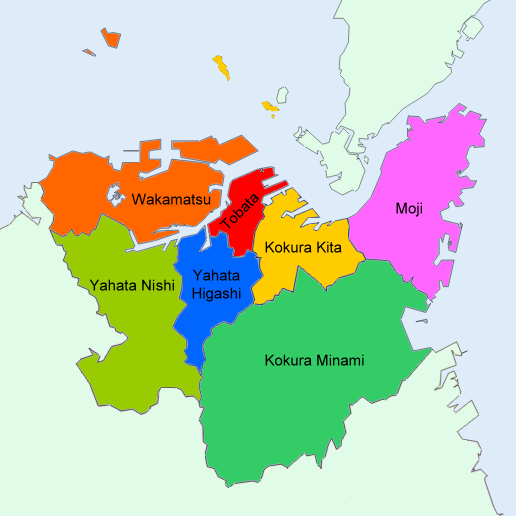
기타큐슈시의 구

1963년 기타큐슈시가 만들어졌을 때 통합된 5개 시의 명칭이었던 고쿠라(小倉), 도바타(戸畑), 모지(門司), 야하타(八幡), 와카마쓰(若松)를 따서 기타큐슈시 산하에 고쿠라구, 도바타구, 모지구, 야하타구, 와카마쓰구를 설치했다. 이후 1974년에 고쿠라구와 야하타구가 각각 분구되어 고쿠라키타구와 고쿠라미나미구, 야하타니시구와 야하타히가시구가 되었다.
- 고쿠라키타구(小倉北区)
- 고쿠라미나미구(小倉南区)
- 도바타구(戸畑区)
- 모지구(門司区)
- 야하타니시구(八幡西区)
- 야하타히가시구(八幡東区)
- 와카마쓰구(若松区)

## 역사

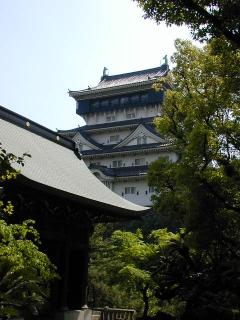
고쿠라성

1871년 폐번치현 때 후쿠오카현에서 고쿠라현이 분리되었다. 오래된 목조 건물인 고쿠라현청은 전쟁 때 파괴되었으나 이후 복구되었다. 반대편에는 리버워크 기타큐슈가 있다. 1876년에 고쿠라현은 후쿠오카현에 흡수되었다. 1900년에 고쿠라시가 성립하였다.
고쿠라는 원래 1945년 8월 9일에 원자폭탄 투하 예정지였다. 그러나 고쿠라에서 서쪽으로 7km 떨어진 야하타의 짙은 안개 때문에 목표를 정확히 식별하기 어려웠다. 원자폭탄은 결국 고쿠라가 아닌 나가사키에 투하되었다.
1963년 2월 10일에 고쿠라시, 모지시, 야하타시, 와카마쓰시, 도바타시가 통합하여 기타큐슈시가 발족하였다. 1963년 4월 1일에는 정령지정도시로 지정되었다.

## 산업

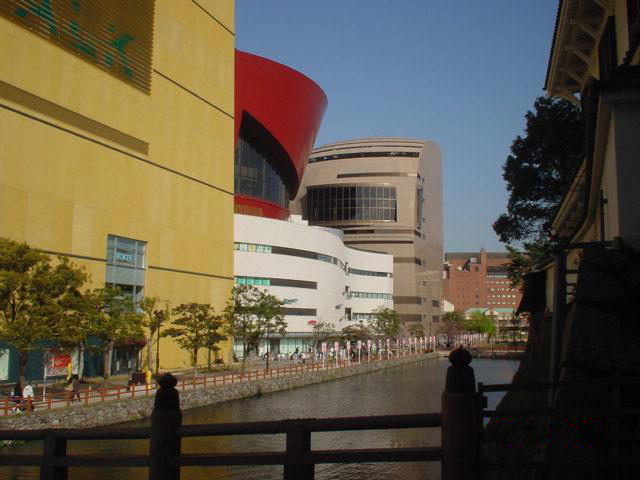
리버워크 기타큐슈와 고쿠라성 해자

야하타 제철소를 근간으로 기타큐슈 공업지대를 형성하였으며 1960년대 고도 성장기의 경제발전으로 혜택을 받았지만 공해대책 기본법 등의 법 정비가 되지 않아 공해가 많은 지역이 되었다. 환경을 고려하지 않은 난개발로 인해 스모그가 매일 발생하였고 도카이만은 "죽음의 바다"라고 불릴 만큼 오염되어 당시 야하타 등 주변 지역의 학교에서 피해가 극심하였고, 아이와 노인을 중심으로 기관지 천식 환자도 많이 발생했다. 그러나 이후 시 차원에서 환경 개선에 나서면서 현재는 많이 나아진 상태이다.
지금도 공업은 중요한 산업이지만 기존의 소재형 외 자동차 관련 산업 등 새로운 분야에서의 기업 진출도 이루어지고 있다. 일찍이 도시 공해를 극복해 온 경험과 기술을 살려 재활용 산업의 육성이나 환경 관련 분야의 연구기관 설치 등도 진행되고 있다. 또 《스페이스 월드》나 《모지코 레트로 지구》 등을 핵심으로 관광 도시를 향한 르네상스 프로젝트를 진행하고 있다.

## 교육

### 대학교
- 국립 대학
  - 규슈 공업대학
- 공립 대학
  - 규슈 치과 대학
  - 기타큐슈 시립 대학
- 사립 대학
  - 규슈영양복지 대학
  - 규슈 공립 대학
  - 규슈 국제대학
  - 규슈 여자대학
  - 산업의과 대학
  - 세이난 조가쿠인 대학
  - 서일본 공업대학
- 전문대학
  - 히가시치쿠시 단기대학
  - 규슈 여자 단기대학
  - 오리오 아이신 단기대학
  - 세이난 조가쿠인 대학 단기대학부

## 교통

### 공항
2006년 3월 16일에 기타큐슈 공항이 고쿠라미나미구 구코키타마치(空港北町)에 개항하였다. 2006년 3월 15일까지는 고쿠라미나니구 소네 지구에 옛 공항이 존재했다.

### 철도

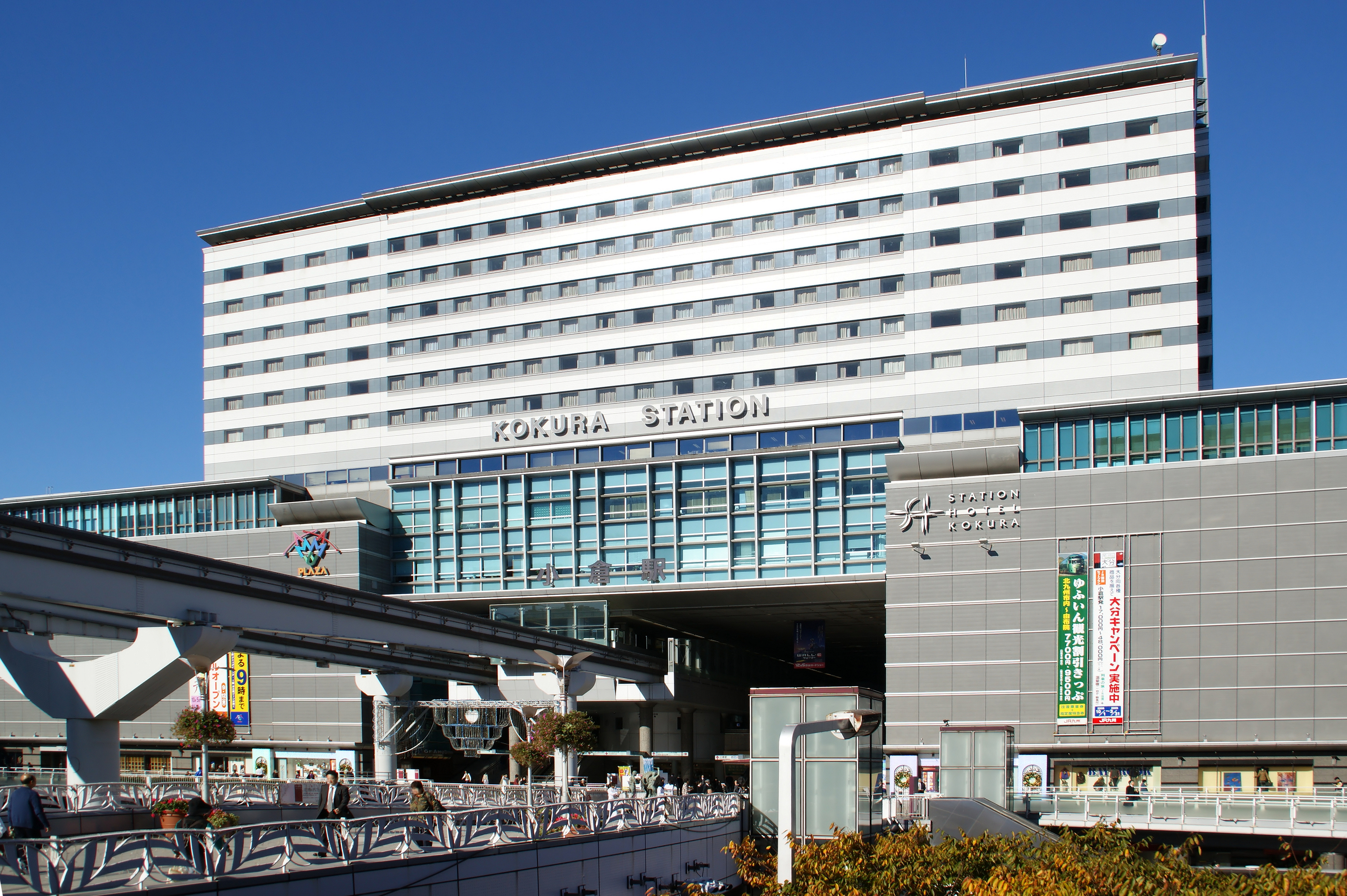
고쿠라역

- 규슈 여객철도(JR 규슈)
  - 가고시마 본선
  - 닛포 본선
  - 히타히코산선
  - 지쿠호 본선
  - 산요 본선
- 서일본 여객철도(JR 서일본)
  - 산요 신칸센
- 기타큐슈 고속철도
  - 고쿠라선
- 지쿠호 전기 철도
  - 지쿠호 전기 철도선
- 헤이세이 치쿠호 철도
  - 모지항 트럭 관광선

### 버스

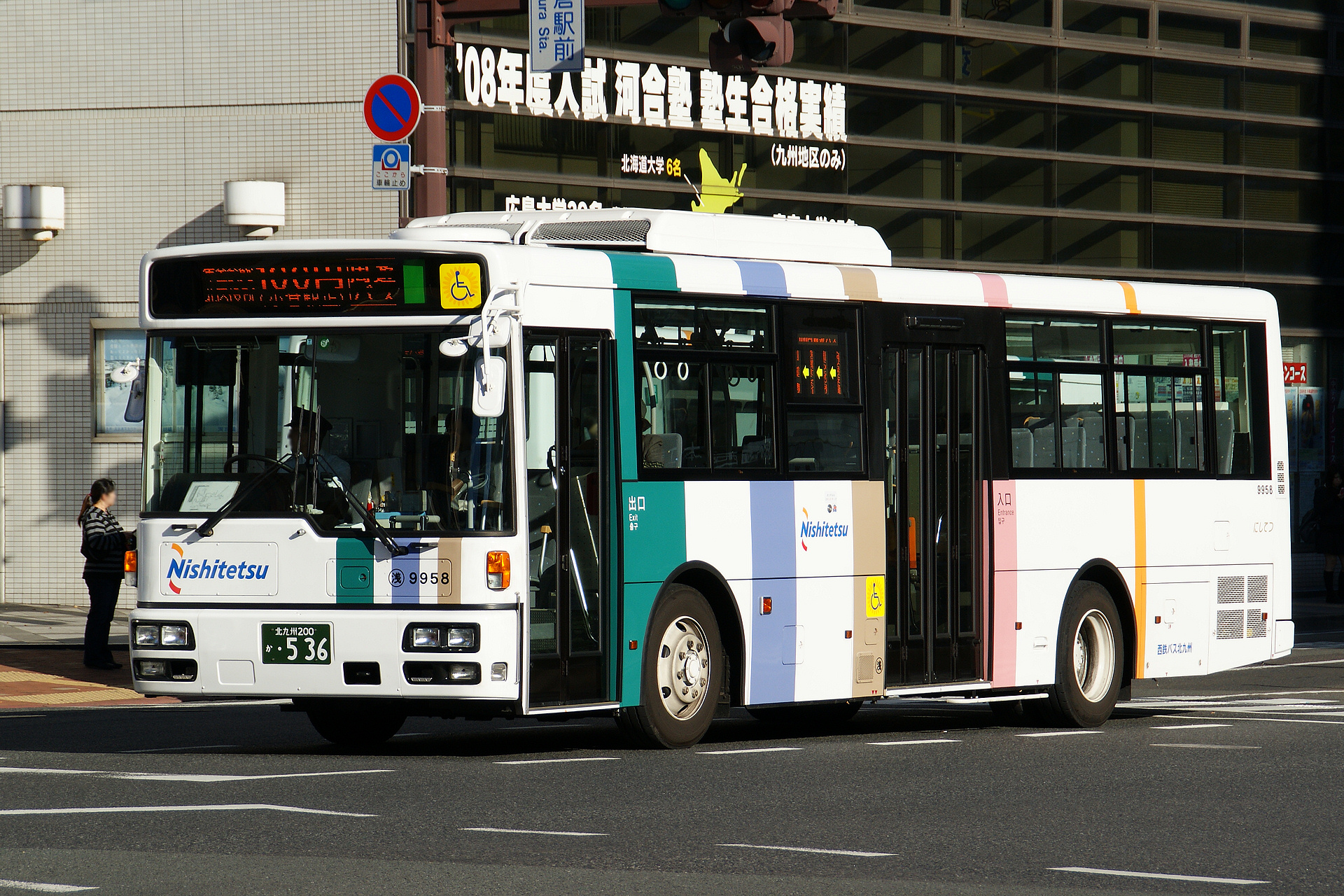
니시테쓰 버스 기타큐슈에서 운행하고 있는 노선 버스

- 니시테쓰 버스 기타큐슈(西鉄バス北九州)[3]
- 기타큐슈시 교통국[4]

### 택시
- 기타큐 니시테쓰 택시

### 다리
- 간몬교
- 와카토 대교(국도 199호선)

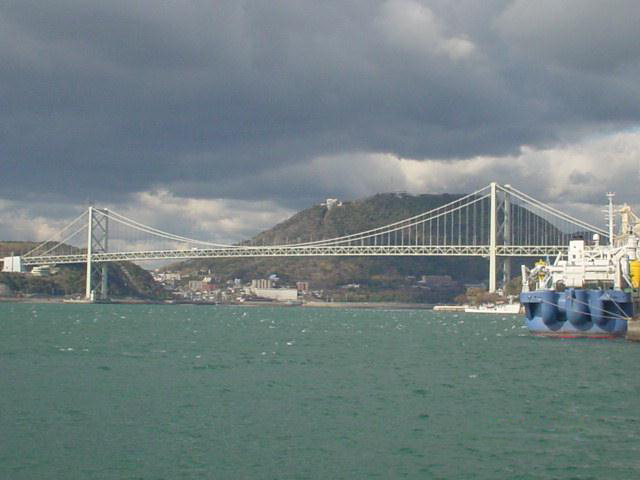
기타큐슈시 모지구에서 본 간몬교
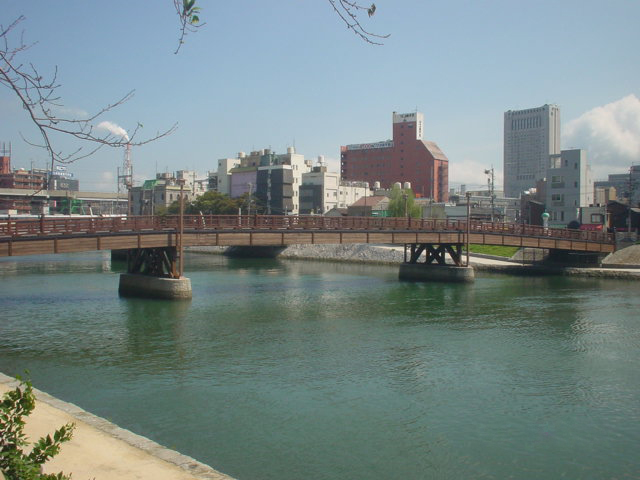
고쿠라키타구의 도키와바시
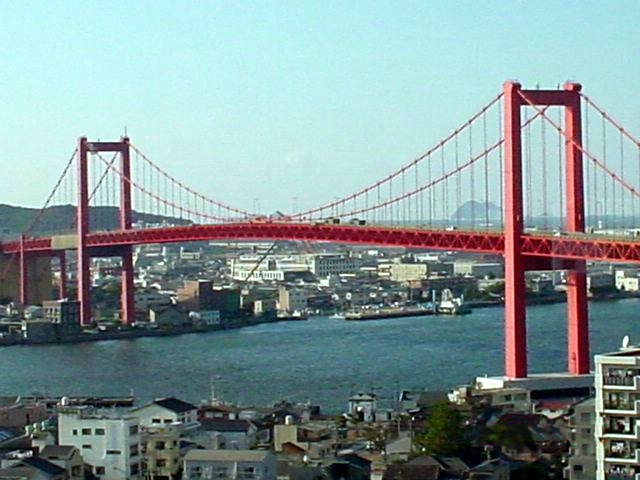
도바타와 와카마쓰구 사이의 와카토 대교

### 항만
기타큐슈항은 화물 취급량, 수출입 총액 모두 서일본(규슈·주코쿠·시코쿠) 지역에서 최대의 항만이다. 또 일본 3대 여객항 중 하나로 꼽힌다. 일본 항만법에서는 시모노세키항과 일원화된 관문항으로 되어 있어 특정중요항만으로 지정되었지만, 항만 관리자는 서로 다르다. 2004년에 토요타 자동차가 물류 기능을 마련한 것 외에도 2005년 3월에는 히비키나다 지구에 컨테이너 터미널이 완공되어 동아시아의 중추 항만으로 성장하기 위한 작업이 활발하게 진행되고 있다.
- 한큐 페리
- 간몬 가이교 페리
- 간사이 기센 페리(기타큐슈)

## 관광
- 모리 오가이 옛 집

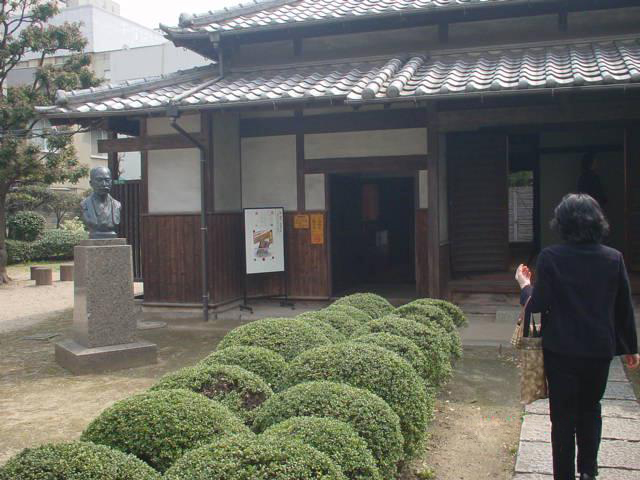
고쿠라키타구의 모리오가이 옛 집

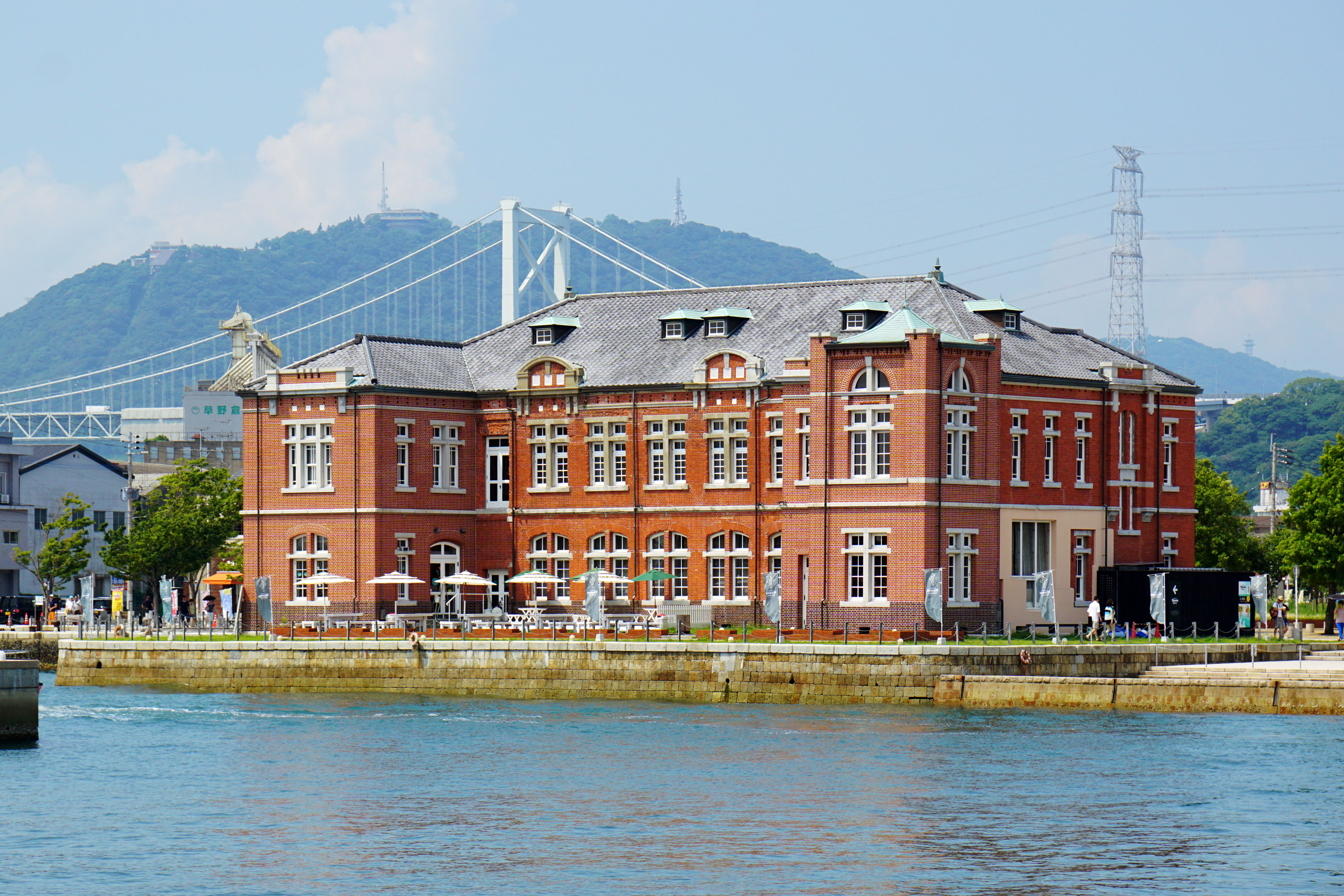
모지구의 옛 모지 세관

모리 오가이는 1899년부터 1902년까지 3년 동안 일본 육군 제12사단 군의관 부장으로서 오구라에 부임했다. 그때 모리 오가이가 거주했던 주택이 보존되어 있다. 덧붙여 현재 주위는 환락가가 되어 있다.
- 스페이스 월드

일본 최초의 우주 테마파크이다. 신일본제철 야하타 제철소 유휴지에 건설되었으며 1990년에 개장하였다. 스크림 머신을 시작으로 하는 대형 놀이기구가 있어 스크림 머신 팬에게 인기를 끈다. 2005년 카모리 관광에 영업권을 양도하였다. 2018년 1월 1일 오전 2시에 폐원.
- 모지항 레트로 지구

JR 모지코역 주변 지역에 모지코역사 등의 다이쇼 시대풍 건축물과 호텔, 관광 상업시설 등을 정비한 관광지로 레트로 축제(5월)를 시작해 여러 이벤트를 하고 있다.
- 리버워크 기타큐슈

구 고쿠라시 시청을 그대로 이어받은 고쿠라키타구 구청이 노후화되어 기타큐슈시청 제2청사 옆으로 이전한 이후, 근처의 다이에 오구라점과 고쿠라 다마야 백화점을 포함한 부지를 재개발시켜 탄생하였다.
- 사라쿠라야마산

《신일본 3대 야경》 중 하나로 산 정상에는 근처 호바시라야마산 정상까지 케이블카로 연결되어 있다. 산 정상에는 레스토랑이 딸린 전망대가 있다. 평일에는 상향 케이블카는 17시경, 하향은 18시까지 운행한다. 주말이나 휴일 및 성수기(7월~9월)와 골든위크(4월 말~5월 초) 전후 2주간은 평일도 포함해서 매일 케이블카, 슬로프카 모두 상향은 20시경, 하향은 21시 30분까지 운행한다.

## 스포츠
일본 프로축구 J리그 소속의 기라반츠 기타큐슈가 활약하고 있다.

## 자매 도시
- 미국 워싱턴주 터코마
- 미국 버지니아주 노퍽
- 중국 랴오닝성 다롄시
- 대한민국 인천광역시, 광주광역시
- 인도네시아 수라바야
- 베트남 하이퐁시
- 캄보디아 프놈펜
- 필리핀 다바오